# Cape Reinga Lighthouse
Cape Reinga Lighthouse ist ein Leuchtturm auf dem Kap des Cape Reinga / Te Rerenga Wairua in der Region Northland auf der Nordinsel Neuseelands. Er wird von Maritime New Zealand betrieben. Der Leuchtturm ist in Neuseeland eine bekannte touristische Sehenswürdigkeit, obwohl der Turm selbst nicht zugänglich ist.
Der Turm mit seiner achteckigen Betonunterkonstruktion ersetzte 1941 Cape Maria Van Diemen Lighthouse, einen seit 1879 auf Motuopao Island vor Cape Maria van Diemen bestehenden Leuchtturm, der vor allem bei starkem Seegang nur schwer zugänglich war und deshalb 1939 aufgegeben worden war. Teile des Leuchtturms, darunter die Technik in der Laterne, wurden für den Bau des neuen Turmes auf dem Festland verwendet. Der Turm wurde mit einer von einem Dieselgenerator gespeisten 1000-W-Lampe mit einer Tragweite von 48 km ausgerüstet.
1987 wurde der Leuchtturm automatisiert und wird seitdem wie alle anderen Leuchttürme Neuseelands von einem Kontrollraum von Maritime New Zealand in Wellington aus ferngesteuert. Im Mai 2000 wurde Linsen und Lampe durch ein 50-W-Leuchtfeuer ausgetauscht, das von über Solarzellen gespeisten Akkumulatoren versorgt wird. Das neue Leuchtfeuer hat 35 km Tragweite.